# Penyige, Szabolcs-Szatmár-Bereg
Penyige  este un sat în districtul Fehérgyarmat, județul Szabolcs-Szatmár-Bereg, Ungaria, având o populație de 765 de locuitori (2011). 

## Demografie
Componența etnică a satului Penyige
     Maghiari (96,21%)
     Romi (3,35%)
     Ucraineni (0,44%)
Componența confesională a satului Penyige
     Reformați (62,35%)
     Fără religie (4,71%)
     Romano-catolici (4,58%)
     Greco-catolici (2,61%)
     Necunoscută (25,23%)
     Luterani (0,52%)
     Alte religii (1,31%)
Conform recensământului din 2011, satul Penyige avea 765 de locuitori. Din punct de vedere etnic, majoritatea locuitorilor (96,21%) erau maghiari, cu o minoritate de romi (3,35%).  Din punct de vedere confesional, majoritatea locuitorilor (62,35%) erau reformați, existând și minorități de persoane fără religie (4,71%), romano-catolici (4,58%) și greco-catolici (2,61%). Pentru 25,23% din locuitori nu este cunoscută apartenența confesională.